# Mad Women
Pour plus de détails, voir Fiche technique et Distribution.
Mad Women est un film américain réalisé par Jeff Lipsky, sorti en 2015.

## Synopsis
Dans la famille Smith, Harper, la mère, a fait de la prison pour avoir planifier le meurtre d'un terroriste ayant attaqué des cliniques anti-avortement. Elle se présente désormais comme candidate à la mairie. Richard, le père, dentiste, a lui fait de la prison pour un viol commis à un concert. Ils ont eu trois filles : la première est morte à l'âge de trois ans, une autre travaille à l'étranger et Nevada vit avec ses parents après ses études. Elle explore sa sexualité, notamment avec Otto avec lequel elle joue au tennis. Finalement, elle entamera une liaison incestueuse avec sa mère.

## Fiche technique
- Titre : Mad Women
- Réalisation : Jeff Lipsky
- Scénario : Jeff Lipsky
- Photographie : Valentina Caniglia
- Montage : Patricia Burgess
- Production : Mykola Metin
- Société de production : Plainview Pictures
- Société de distribution : Cavu Pictures (États-Unis)
- Pays :  États-Unis
- Genre : Drame
- Durée : 131 minutes
- Dates de sortie : 
  -  États-Unis : 10 juillet 2015

## Distribution
- Reed Birney : Richard
- Eli Mazursky : Otto
- Christina Starbuck : Harper
- Kelsey Lynn Stokes : Nevada
- Jamie Harrold : Anton
- Sharon Van Ivan : Julianne
- Russell Koplin : Darlene
- Frances Eve : Judith
- Bob Jaffe : Dr. Wenzloff
- Ali Selim : Dr. Ellis
- Faith Loretta : Ginny
- Sara K. Edwards : la mère de Ginny
- Nikolay Moss : Jock
- Harrison Goldberg : Jeff

## Accueil
Le film a reçu un accueil défavorable de la critique. Il obtient un score moyen de 30 % sur Metacritic.